# Lekaj
Lekaj è una frazione del comune di Rrogozhinë in Albania (prefettura di Tirana).
Fino alla riforma amministrativa del 2015 era comune autonomo, dopo la riforma è stato accorpato, insieme agli ex-comuni di Gosë, Kryevidh e Sinaballaj a costituire la municipalità di Rrogozhinë.

## Località
Il comune era formato dall'insieme delle seguenti località:
- Lekaj
- Harizaj
- Germenj
- Zambish
- Mushnik
- Mlik
- Okshtun
- Luz i Madh
- Shkozet